# Die blonde Geisha
Die blonde Geisha ist ein deutsches Stummfilm-Singspiel aus dem Jahre 1922 von Ludwig Czerny, einem Spezialisten für die Stummfilmoperette als Leinwandgenre in Deutschland. Die Titelrolle spielte Ada Svedin, die Gattin des Regisseurs.

## Handlung
Der Handlungsrahmen folgt prominenten, musikalischen Vorbildern wie der Oper Madama Butterfly, der Operette Die Geisha und dem Singspiel Das Teehaus von Tokio und wurde nach Japan verlegt.
Die Turniertanzweltmeisterin Mary Snippendale lernt Percival Geshford kennen, den Leiter einer Jazzband. Beide verlieben sich ineinander. Als Marys Vater Tobias Snippendale, ein Großkaufmann mit Hang zu außerehelichen Seitensprüngen, dienstlich nach Japan reisen muss, nimmt er seine Frau und Mary mit auf die Reise. Tobias hofft, dass sich seine Tochter Mary in der Zwischenzeit diesen Unterhaltungsmusikus aus dem Kopf schlagen wird. Doch Percival lässt sich nicht abschütteln und heuert auf demselben Schiff, auf dem die Snippendales reisen, als Matrose an.
An Bord gelingt es ihm, in verschiedenen Verkleidungen, seine Mary wieder zu sehen. In Japan angekommen, wird die blonde Mary im Land der schwarzhaarigen Menschen sogleich als „blonde Geisha“ angesehen. Mary und Percival haben noch so einige Hindernisse zu überwinden, bis sich beide schließlich (und sogar mit Einwilligung der Eltern) verloben können und Vater Snippendale einsehen muss, dass seine Idee, Mary mit Jonny Brown, dem Sohn eines in Japan ansässigen Geschäftsfreundes namens Thomas Brown, verkuppeln zu können, gescheitert ist.

## Produktionsnotizen
Die blonde Geisha entstand im Sommer 1922 im Berliner Jofa-Atelier, passierte die Zensur am 23. Februar 1923 und wurde im Monat darauf uraufgeführt. Der mit Jugendverbot belegte Fünfakter besaß eine Länge von 1974 Meter.
Robert Neppach gestaltete die Filmbauten. Willy Godlewski sorgte für die Choreographie. Die Musiktexte verfasste Willy Steinberg.
Bei der Berliner Uraufführung sang die berühmte Wiener Sopranistin Mia Werber die titelgebende Geisha-Partie.

## Wissenswertes
Regisseur und Produzent Ludwig Czerny hatte sich mit seiner Produktionsfirma Noto-Film zu diesem Zeitpunkt auf Stummfilm-Operetten spezialisiert und dafür das so genannte Noto-Filmtonverfahren entwickelt, das erstmals im Jahr zuvor in „Das Kußverbot“ mehr schlecht als recht eingesetzt wurde. Mit dem auch unter dem Namen Czerny-Springefeld-Verfahren bekannte Prinzip wurde ein Notenblatt ins Filmnegativ einkopiert, das dem im Kinosaal anwesenden Kapellmeister – hier der Komponist Hans Ailbout – und seinem Orchester als Vorlage dienen sollte. Während der filmischen Musikpassagen konnte somit der Kapellmeister von dem am unteren Bildrand laufenden Notenband die Melodie dirigieren. Die im Kinosaal anwesenden Sänger versuchten ihre Arien synchron zu den Lippenbewegungen der Schauspieler auf der Leinwand vorzutragen. Die technisch nicht wirklich ausgereifte Stummfilmoperette konnte sich jedoch trotz allen Aufwandes beim Publikum nicht durchsetzen und galt Mitte der 1920er Jahre als gescheitert.

## Kritik
Im Kino-Journal hieß es: “Unter der künstlerischen Oberleitung von Ludwig Czerny, dem Meisterregisseur der Filmoper, ist ein wahres Wunderwerk entstanden, die Musik ist von Hans Ailbout und bringt entzückende Melodien.” In einer späteren Ausgabe konnte man in derselben Publikation noch lesen: “Das Milieu ist gut wiedergegeben, schöne Badeszenen am Meer, ein großes Fest in einem Hotel, die Szenen auf dem Schiffe, sowie in Japan sind glänzend ausgearbeitet und bieten dem Auge ein sehr abwechslungsreiches Bild…”
Wiens Filmbote meinte: “Eine Handlung verlangt man von einer Filmoperette nicht (…) Photographisch ist das Werk nicht einwandfrei. (…) Alles in allem: man verläßt das Theater mit dem Bewußtsein, eine angeregte Stunde verlebt zu haben!”